# 白鮫 (魚雷)
K731 白鮫魚 (ハングル:백상어 어뢰) は2004年に韓国海軍が開発した魚雷である。2003年に誘導システムのプログラムエラーのため2度に渡って試験に失敗したため生産開始は1年遅れとなった。この不具合は、軽量型の青鮫の開発を通じて修正された。
生産コストは1発約9億5,000万ウォン（79万USドル）である。